# Wilhelm Schwemann
Wilhelm Schwemann vollständiger Name Friedrich-Wilhelm Schwemann oder Friedrich Wilhelm Schwemann (geboren 17. Mai 1817 in Hildesheim; gestorben 14. Februar 1897 ebenda) war ein deutscher Unternehmer und Kommunalpolitiker.

## Leben
Geboren in der Frühzeit des Königreichs Hannover, wurde Wilhelm Schwemann in „eine der bedeutendsten Familien Hildeheims“ hineingeboren. Auf Wunsch seiner Eltern durchlief er eine Ausbildung zum Kaufmann bei einem Onkel in Hannover und arbeitete dann bei verschiedenen Unternehmen außerhalb seiner Heimatstadt Hildesheim, bevor er dort die Firma seines Vaters übernahm, die sich als Königlich Hannoversche Eisenfactorei Schwemann während der Industrialisierung einen Ruf erworben hatte.
Schon in jungen Jahren wendete sich Schwemann auch öffentlichen Aufgaben zu und wurde 1845 – im Alter von 28 Jahren – zum Bürgervorsteher gewählt. Als solcher nahm er verschiedene Interessen und Ämter wahr, bevor er zum – ehrenamtlichen – Senator der Stadt gewählt wurde und mehrfach als Deputierter zur Vertretung der Interessen Hildesheims in die Hannoversche Ständeversammlung entsandt wurde.
Mit fortschreitendem Alter gab Wilhelm Schwemann seine übernommenen öffentlichen Aufgaben nach und nach ab, bevor der erfolgreiche Unternehmer an seinem 75. Geburtstag, am 17. Mai 1892 mit der Würde eines Ehrenbürgers der Stadt Hildesheim ausgezeichnet wurde.
Schwemann nahm seinen Ruhesitz an der Zingel, wo er im Alter von knapp 80 Lebensjahren verstarb. Sein Privatgrundstück an der Peiner Straße hatte er der Stadt zum Ausbau des Hildesheimer Zentralfriedhofs zur Verfügung gestellt, wofür ihm die Kommune im Gegenzug eine Familiengrabstätte in bevorzugter Lage nahe der Kapelle zusprach. Die Anlage auf dem heutigen Nordfriedhof steht unter Denkmalschutz.

## Familie
Mit Louise Glenewinkel (gestorben 1899, heiratete auch den in Hildesheim tätigen Bäckermeister Daniel Schneider) hatte Schwemann die Tochter Caroline, Spitzname Lina (1854–1934) aus Hannover, die als Köchin in Hildesheim arbeitete. Diese heiratete Ernst Palandt (1848–1918) aus Dorstadt (Kreis Goslar), den Taubstummenlehrer erst in Hildesheim und 1874 bis 1879 in Stade. Dort gebar Lina am 1. Mai 1877 ihren Sohn, den späteren Juristen Otto Palandt.

## Ehrungen
In Hildesheim wurde die Schwemannstraße nach ihm benannt.